# Sala (Satiri)
Pour les articles homonymes, voir Sala.
Ne doit pas être confondu avec Sala (Bougnounou).
Sala est une commune rurale située dans le département de Satiri de la province du Houet dans la région des Hauts-Bassins au Burkina Faso.

## Géographie
Sala est localisée à 10 km au sud-ouest de Satiri et à environ 30 km au nord-est de Bobo-Dioulasso. La commune est traversée par la route nationale 10 ainsi que par la ligne de chemin de fer allant de Bobo-Dioulasso à Ouagadougou, sans gare ni halte ferroviaires toutefois.

## Éducation et santé
Le centre de soins le plus proche de Sala est le centre de santé et de promotion sociale (CSPS) de Kouentou.